# يونس مختار
يونس مختار (بالهولندية: Youness Mokhtar)‏ هو لاعب كرة قدم هولندي من أصل مغربي ولد في 29 أغسطس 1991 بمدينة أوترخت في هولندا، أنتقل في أغسطس 2015 للعب في صفوف نادي النصر السعودي.
كانت بدايته مع كرة القدم في صفوف نادي آيندهوفن ، لكنه لم يلعب معه أي مباراة، وأعاره الأخير إلى نادي إف سي آيندهوفن في المدينة ذاتها، حيث برز وسجل 8 أهداف في موسم 2011-2012، وبعد ذلك انتهت علاقته مع ناديه الأصلي، وتلقى عدداً من العروض الهولندية، إلا أنه فضل الخضوع لتجربة ميدانية مع فريق ميتالوره دونيتسك الأوكراني في 2012-2013، لكن الطرفين لم يصلا إلى اتفاق، قبل أن يضمه فريق بي إي سي زفوله ذلك الصيف مقابل 150 ألف يورو.
وكان يونس مختار أحد العناصر التي ساهمت بتقديم الفريق الصاعد لمستويات فنية رائعة خلال ذلك الموسم، ولكنه فجأة وقع مع نادي تفينتي أنشخيدة خلال اللحظات الأخيرة من فترة الانتقالات الصيفية 2013-2014.
ورغم تدرجه في فئات هولندا السنيّة، إلا أن مختار اختار اللعب لمنتخب المغرب الأولمبي حيث شارك في 7 مباريات وسجل 3 أهداف.

## روابط خارجية
- يونس مختار على موقع اتحاد تركيا (لاعب) (الإنجليزية)
- يونس مختار على موقع الدوري الأمريكي (الإنجليزية)
- يونس مختار على موقع قاعدة بيانات كرة القدم.إي يو (الإنجليزية)
- يونس مختار على موقع Soccerway.com (الإنجليزية)
- يونس مختار على موقع عالم كرة القدم.نت (الإنجليزية)